# Hjalmar J. Procopé
Johan Hjalmar (Hjalmar, J.) Fredrik Procopé (Helsinque, 8 de agosto de 1889 – Helsinque, 8 de março de 1954) foi um advogado, político e embaixador finlandês. Ele foi membro do Parlamento, ministro do Comércio e da Indústria e ministro das Relações Exteriores.

## Vida
Hjalmar J. Procopé nasceu em uma antiga família de militares. Formou-se em direito e trabalhou como advogado em Helsinque. Na política, foi membro do Parlamento e ocupou brevemente o cargo de ministro do Comércio e da Indústria. No entanto, teve maior destaque como ministro das Relações Exteriores nos governos de Lauri Ingman, Juho Sunila, Oskari Mantere e Pehr Evind Svinhufvud.
Procopé parecia uma mudança de rumo em relação à orientação predominante até então; contudo, não conseguiu aproximar a Finlândia para a esfera de interesse dos países nórdicos e nem distanciá-la da União Soviética. Sua visão da União Soviética como uma superpotência expansiva é um dos fatores que justifica a continuidade dele no cargo em quatro governos distintos.
De 1939 a 1944, Procopé foi embaixador em Washington. Uma outra realidade surgiu; a obtenção de um empréstimo financeiro dos Estados Unidos se tornou um processo lento. Procopé então obteve êxito em estabelecer contatos com os círculos políticos do país, líderes de opinião e mídia de todo o continente. No entanto, o cenário começou a mudar com a aproximação do fim da Segunda Guerra até que as relações diplomáticas foram completamente rompidas.
Após a Segunda Guerra, a posição de Procopé se tornou insustentável, tendo sido, inclusive, declarado persona non grata. Por conseguinte, cargos políticos não eram mais oferecidos e seu último feito foi defender o presidente Risto Ryti no julgamento de responsabilidade de guerra. O último ano de sua vida foi marcado por uma espécie de exílio; contudo, mesmo assim, conseguiu participar das eleições parlamentares de 7 e 8 de março de 1954 após uma apelação pública. Faleceu vítima de um ataque cardíaco enquanto participavas das eleições.